# Markowska (szczyt)
Markowska (495 m) – szczyt we wschodniej części Pasma Łososińskiego w Beskidzie Wyspowym. Znajduje siię na granicy wsi Męcina i Kłodne w województwie małopolskim, w powiecie limanowskim, w gminie Limanowa.
Południowo-zachodni stok Markowskiej opada do potoku Bukowiec, północno-wschodni do potoków Kłodnianka i Mokry. Stoki są częściowo porośnięte lasem, częściowo bezleśne, zajęte przez pola i zabudowania Meciny i Kłodnego.